# Minamitane
Minamitane (南種子町, Minamitane-chō) est un bourg du district de Kumage de la sous-préfecture de Kumage, dans la préfecture de Kagoshima, au Japon.

## Géographie

### Situation
Minamitane est situé dans le sud de Tanega-shima, dans l'archipel Ōsumi.

### Démographie
Au 1er novembre 2014, la population de Minamitane s'élevait à 5 783 habitants répartis sur une superficie de 110,40 km2.

## Histoire
Le village moderne de Minamitane a été créé le 1er avril 1889. Il obtient le statut de bourg le 15 octobre 1956.
La base de lancement de Tanegashima ouvre en 1975.

## Transports
L’aéroport de New Tanegashima (en) se trouve dans le bourg voisin de Nakatane.